# Pseudaristeus sibogae
Pseudaristeus sibogae är en kräftdjursart som först beskrevs av De Man 1911.  Pseudaristeus sibogae ingår i släktet Pseudaristeus och familjen Aristeidae. Inga underarter finns listade i Catalogue of Life.